# 諏訪淳
諏訪 淳（すわ あつし、1933年12月23日 - 没年不明）は、日本の映画監督。

## 略歴
長野県諏訪郡下諏訪町出身。実家は代々教師の多い家系。中学時代から演劇に興味を持ち、脚本を書いて仲間と舞台作品を発表。長野県諏訪清陵高等学校時代は映画鑑賞して友人と語り合った。東京芸術大学を経て、成城大学経済学部在学中に演劇部に所属、映画美術助手として水谷浩、下河原友雄に師事。美術では限界があり、大監督の作品に満足できなくなり、監督を目指すようになり、契約助監督となる。1959年同大学卒業後、岩波映画製作所入社。羽仁進、羽田澄子らの助監督を務める。1965年『道程』で初監督。1995年同社社長に就任。その後、岩波映像販売社長、岩波映像会長を務める。国際医療福祉大学客員教授。愛知県立芸術大学美術学部講師。日本伝統文化福祉振興協会副理事長。映像文化製作者連盟理事。
時期は不明だが会員である日本映画監督協会公式サイトでは物故者となっている

## 映画

### 監督作品
- 道程（1965年）
- シーサイド・ファイアー（1966年）
- フジカと仲間たち（1967年）
- シルクロード（1968年）
- ザマン・ボルキア（1969年）- インド国際映画祭監督賞
- 地獄（1970年）
- 涙にくれる偽装（1971年）
- JA002（1972年）
- カエル合戦記（1973年）
- りんご畑のハチ作戦（1974年）
- 東京ドバト軍団（1975年）
- 叫ぶ呼ぶ火の島（1976年）
- 杜氏たちの春（1978年）
- パリ423便（1980年）
- 薩摩・盲僧琵琶（1983年）- 文化庁優秀映画賞・ベルリン国際映画祭招待・国際批評家賞（主題歌：『盲僧琵琶を追いかけろ』北原ミレイ）
- マレーシアの地に（1985年）
- 東野を翔ける（1986年）
- 南部杜氏（1988年）- 日本映画技術賞

### 企画作品
- 病院はきらいだ（1991年、時枝時江監督）- 毎日映画コンクール記録文化映画賞

### 制作作品
- 素敵なお産をありがとう（1992年、藤本孝明監督）

### プロデューサー作品
- 農民とともに（1995年、時枝俊江監督）
- 地域をつむぐ（1996年、時枝俊江監督）
- あの日･この校舎で（1997年、吉川透演出・脚本）- 文部大臣賞